# Ewald Hammes
Ewald Hammes (* 4. August 1950 in Koblenz-Metternich) ist ein ehemaliger deutscher Fußballspieler, der als Aktiver bei SG Wattenscheid 09 von 1974 bis 1980 in der 2. Fußball-Bundesliga 217 Spiele absolviert und 86 Tore erzielt hat. Er ist der Vater des Internationalen Meisters im Schachsport Michael Hammes.

## Laufbahn

### Verein, bis 1980
Spätestens als der 19-jährige Stürmer Ewald Hammes vom Rheinland Amateurligisten Germania Metternich am 21. Mai 1970 von DFB-Trainer Jupp Derwall in die deutsche Fußballnationalmannschaft der Amateure berufen wurde, wurde er für Vereine aus dem Vertragsfußball interessant. Das Rennen um das Offensivtalent machte die 1969 in die Fußball-Regionalliga West aufgestiegene SG Wattenscheid 09. Hammes wechselte zur Runde 1970/71 von Koblenz-Metternich nach Wattenscheid, von der Mosel in das Ruhrgebiet.
In Wattenscheid hatte der Unternehmer Klaus Steilmann ab dem 21. März 1970 den Vorsitz im Verein übernommen und für die Mannschaft von Trainer Hubert „Papa“ Schieth noch die weiteren Neuzugänge Karl-Heinz Bechmann, Ulrich Gelhard und Horst Grenda verpflichtet. Hammes debütierte am ersten Spieltag der Saison 1970/71, den 16. August 1970, im Ligateam der Schwarz-Weißen. Bei der 1:2-Auswärtsniederlage beim Lüner SV trat die SG 09 mit den Stürmern Horst Grenda, Hammes und Gerd Haselhoff an. Der Start missglückte mit 0:6 Punkten und die Runde beendete Wattenscheid auf dem 13. Rang. Es kamen im zweiten Jahr von Hammes, 1971/72, mit Hans Bongartz, Rudi Klimke, Werner Kontny und Helmut Zyla weitere Neuzugänge in das Lohrheidestadion. Da aber in der Trainingsleitung der Übergang von Schieth zu Werner Stahl auch nicht den ersehnten sofortigen Erfolg brachte und ab Anfang 1972 deshalb Friedhelm Schulte den Trainerposten übernahm, wurde es auch im zweiten Jahr von Hammes bei der SG nichts mit einer Verbesserung in Richtung der Spitzenplätze. Die SG 09 landete 1972 mit Mittelstürmer Hammes auf dem zwölften Tabellenplatz.
Da der ehemalige SG-Torhüter Schulte aber nach dem verunglückten Start mit 2:8 Punkten in die Saison 1972/73 entnervt den Trainerjob bei der SG 09 zur Verfügung stellte, hatten es Hammes und Kollegen in Folge mit Karl-Heinz Feldkamp als neuem Trainer zu tun, der vorher die Amateure trainiert hatte. Jetzt ging es endlich sportlich aufwärts im Lohrheide-Stadion. Die Techniker mit Spielmacherqualitäten Jürgen Jendrossek und Hannes Bongartz führten glänzend Regie und die Sturmspitzen Helmut Horsch, Ewald Hammes und Detlef Rosellen wirbelten die gegnerischen Abwehrreihen durcheinander. Am Ende der Runde belegten die Steilmann-Schützlinge den fünften Rang.
Im vierten Jahr von Hammes in Wattenscheid, 1973/74, setzte sich die sportliche Entwicklung fort und die SG lieferte sich mit Rot-Weiß Oberhausen (Lothar Kobluhn / 25 Tore) und Bayer 05 Uerdingen (Manfred Burgsmüller/29 Tore) einen Kampf um die Meisterschaft im letzten Jahr der alten zweitklassigen Regionalligen. Im Dezember 1973 wurde die Herbstmeisterschaft mit 30:4 Punkten und 51:16 Toren gefeiert. Mit einer herausragenden Offensive – Torverhältnis von 102:39 Toren – um die Techniker und Antreiber Hannes Bongartz (19 Tore) und Jürgen Jendrossek (24 Tore) im Mittelfeld, sowie den drei Angriffsspitzen Helmut Horsch, Hammes (16 Tore) und Detlev Rosellen wurde schließlich der Meistertitel errungen. Zuvor setzte der neue Meister bereits Glanzlichter im DFB-Pokal. In der ersten Hauptrunde überwand Wattenscheid mit einem 2:1-Sieg im Parkstadion die Hürde Schalke 04. Hammes erzielte die 1:0-Führung für die Gäste. „Wir sind vor Freude immer wieder die Rolltreppe rauf- und runtergefahren“, erzählt Libero Werner Kontny über den sensationellen Erfolg. Die „Halbprofis“, die meisten Spieler waren in einer Fünf-Tage-Woche bei Vereinsboß Steilmann angestellt, „um vier Uhr war Feierabend, dann kam das Training“, berichtet Hannes Bongartz, der damals in der Abteilung Mantelverkauf beschäftigt war, setzten sich auch in der zweiten Pokalhauptrunde gegen Hertha BSC durch. Vor 23.400 Zuschauern im ausverkauften Lohrheide-Stadion kegelte der Hamburger SV am 16. Februar 1974 mit einem 1:0-Erfolg nach Verlängerung den Regionalligist aus dem Pokal. In der Aufstiegsrunde konnte sich der Westmeister aber nicht gegen Eintracht Braunschweig und den 1. FC Nürnberg behaupten und musste in der Runde 1974/75 in der neu etablierten 2. Fußball-Bundesliga Nord antreten. Der Mann aus Metternich, Ewald Hammes, hatte von 1970 bis 1974 in der Regionalliga West 132 Spiele absolviert und 53 Tore erzielt.
Spielmacher Bongartz wechselte 1974 zu Schalke 04 und Wattenscheid erhoffte sich durch den argentinischen WM-Teilnehmer Carlos Babington die Fortführung des erfolgreichen Offensivfußballs. Ewald Hammes etablierte sich zwar unter den torgefährlichsten Angreifern in den Anfangsjahren der 2. Bundesliga, aber auch seine Treffer konnten die SG 09 nicht mehr in den Jahren 1974 bis 1980 an die Tabellenspitze bringen. Symptomatisch für die Wattenscheider Verhältnisse war der Publikumszuspruch. Im ersten Jahr der 2. Bundesliga, 1974/75, kam man im Lohrheidestadion auf den Durchschnittswert von 4074 Besuchern, im letzten Spieljahr von Hammes, 1979/80, betrug er noch 2121 Zahlende, und das bei einem fünften Platz in der Abschlusstabelle. Hammes hatte nochmals in 35 Ligaspielen 18 Tore für die Schwarz-Weißen beigesteuert. Insgesamt kam er von 1974 bis 1980 auf 217 Zweitliga-Spiele und erzielte dabei 86 Tore. Sein letztes Ligaspiel für Wattenscheid absolvierte der langjährige Torschütze am 37. Spieltag der Saison 1979/80, den 25. Mai 1980, beim 3:1-Auswärtserfolg bei Hannover 96, wo er sich mit dem Tor zum 3:1-Endstand aus der Liga verabschiedete. Danach beendete er seine Spielerkarriere.
Unter der Leitung von DFB-Trainer Gero Bisanz hatte Hammes 1980 erfolgreich die Fußball-Lehrer-Ausbildung an der DSHS in Köln abgeschlossen. Zu seinen Lehrgangskollegen gehörten Jörg Berger, Christoph Daum, Fahrudin Jusufi, Gerhard Kentschke, Horst Köppel, Klaus Schlappner und Josef Stabel. Er wurde Verbandstrainer beim Fußballverband Rheinland und war dort bis 2012 verantwortlich für die Junioren-Auswahlmannschaften und die Traineraus- und -fortbildung.

### Auswahlberufungen, 1970 bis 1978
Von 1970 bis 1978 absolvierte Ewald Hammes 46 Länderspiele mit 17 Toren in der Amateurnationalmannschaft des DFB. Dabei gab es mehrere herausragende Momente für den zuverlässigen Offensivakteur. Die Afrikareise im Dezember 1970/Januar 1971 gehörte sicherlich nicht nur wegen der Einsätze gegen Nigeria, Togo, Ghana, Elfenbeinküste, Liberia, Sierra Leone und Senegal dazu. Die Berücksichtigung für das Olympiaturnier 1972 mit den beiden Einsätzen gegen Malaysia und Marokko war ein Höhepunkt. Aber auch sein Mitwirken bei den Erfolgen im UEFA Amateur Cup 1974 (gemeinsam mit der Amateurnationalmannschaft Jugoslawiens zum Sieger erklärt aufgrund der Unbespielbarkeit des Spielfeldes am Endspieltag) und 1978 ragt aus der Kette der 46 Länderspiele heraus.
Sein gemeinsamer Abschied mit Rekordnationalspieler Egon Schmitt durch das Länderspiel am 26. September 1978 auf der Bielefelder „Alm“ gegen China A, beendete nicht nur diese beiden internationalen Karrieren, sondern es spielte zum letzten Mal eine aus Bundesliga- und Zweitligaspielern gebildete deutsche Amateurnationalelf. Damit endete die Ära der „Olympiaamateure“.
Nachdem Kapitän Egon Schmitt ab der 46. Minute durch Helmut Dietterle ersetzt wurde, übernahm Hammes in seinem Abschiedsspiel die Spielführerbinde und bediente den Bielefelder Lokalmatador Helmut Schröder in der 84. Minute maßgerecht, so dass Schröder mit einem sehenswerten Schuss in den Winkel das Siegtor zum 2:1 erzielen konnte. Mit Norbert Eder und Matthias Herget hatte er letztmals das Mittelfeld der Amateurnationalmannschaft gebildet.